# Dolánky u Turnova (hrad)
Dolánky jsou zaniklý hrad, který stával nad silnicí z Turnova do Malé Skály nedaleko obce Dolánky u Turnova.

## Historie
O hradu se nedochovaly žádné písemné zprávy, ale podle archeologického výzkumu byl založen ve druhé polovině třináctého století. Pravděpodobně se jednalo o předchůdce blízkého Hrubého Rohozce.

## Podoba
Pravděpodobně se jednalo o dvoudílný hrad vymezený trojicí příkopů. V jádru byla nalezena zemnice s pecí. Jižní část ostrožny byla poškozena při stavbě železnice a silnice, takže došlo i k poškození hradu.